# Pygmaeoseistron
Pygmaeoseistron es un género de foraminífero bentónico de la familia Lagenidae, de la superfamilia Nodosarioidea, del suborden Lagenina y del orden Lagenida. Su especie-tipo es Lagena hispidula. Su rango cronoestratigráfico abarca desde el Maastrichtiense (Cretácico superior) hasta la Actualidad.

## Discusión
Pygmaeoseistron ha sido considerado un sinónimo posterior de Lagena.

## Clasificación
Pygmaeoseistron incluye a las siguientes especies:
- Pygmaeoseistron adepta
- Pygmaeoseistron baukalionilla
- Pygmaeoseistron cretaceum
- Pygmaeoseistron chasteri
- Pygmaeoseistron cyrillion
- Pygmaeoseistron flatulenta
- Pygmaeoseistron flexum
- Pygmaeoseistron hispidulum
- Pygmaeoseistron hispidum
- Pygmaeoseistron islandicum
- Pygmaeoseistron laevis
  - Pygmaeoseistron laevis var. nebulosa
- Pygmaeoseistron parri
- Pygmaeoseistron treptoinum
- Pygmaeoseistron vulgaris

Otras especies consideradas en Pygmaeoseistron son:
- Pygmaeoseistron annulatacollare, aceptado como Lagena annulatacollare
- Pygmaeoseistron oceanicum, aceptado como Procerolagena oceanica